# Resolución 533 del Consejo de Seguridad de las Naciones Unidas
La resolución 533 del Consejo de Seguridad de las Naciones Unidas, aprobada sin votación el 7 de junio de 1983, después de reafirmar la resolución 525 (1982), expresó su preocupación por la negación del indulto de las penas de muerte de Thelle Simon Mogoerane, Jerry Semano Mosololi y Marcus Thabo Motaung, todos miembros del Congreso Nacional Africano. La resolución exhortó a las autoridades sudafricanas a conmutar las sentencias de muerte e instó a todos los Estados y organizaciones a ejercer su influencia y adoptar medidas para salvar la vida de esas tres personas.